# Carl Reinhold Wrangel af Sauss
Carl Reinhold Wrangel af Sauss, född 11 november 1756 på Kungs Norrby, död 12 februari 1798 i Örebro, var en svensk friherre och militär.

## Biografi
Carl Reinhold var son till generalmajoren Fredrik Ulrik Wrangel af Sauss och dennes första hustru Anna Margareta Hamilton af Hageby, modern dog dock redan 1761 i barnsäng. Fadern gifte om sig 1764, och Carl Reinhold hade totalt 6 syskon. Den 22 augusti 1768 blev han sergeant vid Livgardet för att den 5 juni 1771 utnämns till officer och stabsfänrik vid Sprengtportens regemente i Landskrona, han blev befordrad till löjtnant den 9 augusti 1775. Året därpå bytte han regemente den 13 november 1776 till Västmanlands regemente.
Den 16 september utnämndes han till kavaljer hos prins Fredrik Adolf, denne var även överste och chef för Västmanlands regemente. Den 30 maj 1781 befordrades han återigen, denna gång till kapten. Han bytte dock regemente återigen, och den 15 oktober 1781 blev han kapten vid Upplands regemente, där han den 29 februari 1788 blev premiärmajor, han tog avsked från militären samma år den 12 augusti, bara några veckor efter att Gustav III:s ryska krig brutit ut.
Han utnämndes till förste kavaljer hos Fredrik Adolf den 29 mars 1794. Han dog den 12 februari 1798 i Örebro.

### Familj
Carl Reinhold gifte sig den 26 oktober 1783 i Stockholm med friherrinnan Ulrika Augusta Sparre (1762–1792) som var dotter till rikskanslern Fredrik Sparre. Paret bosatte sig på Nynäs gård där deras 4 barn föddes, däribland kammarherren Fredrik Anton Wrangel af Sauss och Christina Charlotta Wrangel af Sauss.